# Jamil al-Majdalawi
Jamil al-Majdalawi (arabisch جميل المجدلاوي, DMG Ǧamīl al-Maǧdalāwī; * in Simsim) ist ein palästinensischer Politiker (PFLP). Er wurde nordöstlich von Gaza-Stadt geboren, in einem ehemaligen palästinensischen Dorf, dessen Bewohner 1948 vertrieben wurden.

## Funktionen
Al-Majdalawi ist Mitglied des Politbüros der Volksfront zur Befreiung Palästinas (PFLP), Mitglied des Palästinensischen Zentralrats (PCC) und als einer der drei Delegierten der „Martyrer-Abu Ali Mustafa-Fraktion“ Mitglied des Palästinensischen Legislativrats (PLC). Im Legislativrat war er 2007 Vorsitzender der Flüchtlingskommission.

## Positionen
Al-Majdalawi lehnt die Roadmap ab und betrachtet den bewaffneten Kampf als legitimes Mittel zur Befreiung Palästinas. Die palästinensische Linke solle zu allen Formen des Kampfes greifen. Er lehnt auch das Osloer Abkommen ab, will die Besatzer vertreiben, wünscht eine Zweistaatenlösung und beharrt auf dem Recht der Palästinenser in ihre ursprünglichen Dörfer zurückzukehren, und auf Jerusalem als Hauptstadt des künftigen Palästinas. Er sagte die Waffen der PFLP würden sich so lange auf die israelische Besatzung richten, bis diese endgültig vorbei sei. Den Zionismus hält al-Majdalawi für eine rassistische Ideologie. Sein Fernziel ist die Schaffung eines säkularen Einheitsstaates:

„The strategic, long-term goals with respect to Palestine concern the creation of a just and peaceful region as a whole. Such a solution can only be realized through the creation of a democratic, secular state which can be home to all the peoples of the region, irrespective of their skin color, religion, or ethnicity.“